# Серяк (село)
Серяк — посёлок в составе Заболотского сельского поселения Пермского района в Пермском крае.

## Географическое положение
Посёлок расположен в лесном массиве примерно в 11 километрах на юго-запад по прямой линии от деревни Горшки, центра сельского поселения.

## Климат
Климат умеренно континентальный, характеризующийся морозной продолжительной зимой и тёплым коротким летом. Июльские температуры колеблются в пределах +18 °C, январские в пределах −15 °C. Среднегодовое количество осадков составляет 425—510 мм, большая их часть приходится на тёплый период с апреля по октябрь. Преобладающее направление ветра — юго-западное.

## Существующее положение
Населённый пункт возник предположительно в XX веке как посёлок лесоучастка, в настоящее время используется в качестве охотничьей базы.

## Население
Постоянное население 1 человек (2002), 3 человека (2010). 